# 首飾太陽
首飾太陽（英語：Sun Jewellery，來港前稱Tan Tat Sun），是一匹曾在澳洲和香港出賽的已退役賽駒，練馬師是蔡約翰，為2015/2016馬季最佳一哩馬。

## 簡介
2016年1月24日，莫雅策騎「首飾太陽」勝出香港一級賽香港經典一哩賽。
2016年2月21日，莫雅策騎「首飾太陽」勝出香港一級賽香港經典盃。
2016年6月19日，莫雷拉策騎「首飾太陽」勝出香港三級賽精英盃。
2017年7月20日，「首飾太陽」宣告退役，正式結束其競賽生涯。「首飾太陽」退役後運返澳洲，再次與母親Tan Tat Star團聚。

## 同父馬
曾於香港服役出賽並曾勝出大賽的同父馬包括：
- 百賀飛駒：曾勝出四歲系列賽香港打吡大賽（2025）

## 在港勝出賽事全紀錄
| 比賽日期   | 賽事名稱         | 賽事班次 | 賽道 | 賽事路程 | 比賽馬場 | 名次 | 完成時間 | 騎師   |
| ---------- | ---------------- | -------- | ---- | -------- | -------- | ---- | -------- | ------ |
| 16/05/2015 | 十八區盃         | 第三班   | 草地 | 1200米   | 沙田馬場 | 1    | 1:08.95  | 莫雷拉 |
| 27/06/2015 | 薄扶林水塘道讓賽 | 第二班   | 草地 | 1400米   | 沙田馬場 | 1    | 1:21.02  | 莫雷拉 |
| 12/07/2015 | 香港馬主協會錦標 | 第二班   | 草地 | 1400米   | 沙田馬場 | 1    | 1:20.88  | 莫雷拉 |
| 13/12/2015 | 飛躍舞士讓賽     | 第一班   | 草地 | 1400米   | 沙田馬場 | 1    | 1:22.25  | 莫雷拉 |
| 13/12/2015 | 香港經典一哩賽   | HKG1     | 草地 | 1600米   | 沙田馬場 | 1    | 1:35.05  | 莫雅   |
| 21/02/2016 | 香港經典盃       | HKG1     | 草地 | 1800米   | 沙田馬場 | 1    | 1:48.01  | 莫雅   |
| 19/06/2016 | 精英盃（讓賽）   | HKG3     | 草地 | 1400米   | 沙田馬場 | 1    | 1:21.61  | 莫雷拉 |

## 外部連結
- . 2016-01-25  [2018-12-15].[永久]
- . 2016-02-01  [2018-12-15]. （原始内容存档于2018-12-15）. （页面存档备份，存于）
- . 2016-02-21  [2018-12-15]. （原始内容存档于2018-12-15）. （页面存档备份，存于）
- . 2016-06-19  [2018-12-15]. （原始内容存档于2018-12-15）. （页面存档备份，存于）